# 郭洪昌
郭洪昌（1956年2月—），中华人民共和国政治人物，河南滑县人。郑州大学中文系新闻专业毕业，天津大学工商管理专业在职研究生学历。

## 生平
1974年5月参加工作。历任濮阳市经济技术开发区管委会副主任、主任，驻马店地区行政公署副专员、地委常委、政法委书记，河南省经济贸易委员会副主任、省国资委党委副书记、常务副主任，洛阳市委副书记、代市长、市长等职。
2008年，当选全国人大代表。
2011年9月，任河南省人民政府秘书长。2017年1月，卸任省政府秘书长。2024年12月，他因为涉嫌严重违纪违法，接受河南省纪委监委纪律审查和监察调查。